# Beauty and the Beat
Az 1981-es Beauty and the Beat a The Go-Go’s debütáló nagylemeze. Az albumot a We Got the Beat kislemez előzte meg, amely először Európában, majd az Egyesült Államokban lett sláger. A Billboard 200-on hat hétig volt listavezető. Hárommillió példányban kelt, dupla platina lett, minden idők legsikeresebb debütáló albuma lett. Ez volt az első olyan listavezető album, amelyet csak nőkből álló együttes adott ki.
Az album címe szójáték a Szépség és szörnyeteg (Beauty and the Beast) tündérmesére.
2003-ban 413. lett a Rolling Stone magazin Minden idők 500 legjobb albuma listáján. Szerepel továbbá az 1001 lemez, amit hallanod kell, mielőtt meghalsz című könyvben.

## Az album dalai
|     | Cím                                               | Szerző(k)                 | Hossz |
| --- | ------------------------------------------------- | ------------------------- | ----- |
| 1.  | Our Lips Are Sealed                               | Jane Wiedlin, Terry Hall  | 2:45  |
| 2.  | How Much More                                     | Charlotte Caffey, Wiedlin | 3:06  |
| 3.  | Tonite                                            | Caffey, Wiedlin, Case     | 3:35  |
| 4.  | Lust to Love                                      | Caffey, Wiedlin           | 4:04  |
| 5.  | This Town                                         | Caffey, Wiedlin           | 3:20  |
| 6.  | We Got the Beat                                   | Caffey                    | 2:36  |
| 7.  | Fading Fast                                       | Caffey                    | 3:41  |
| 8.  | Automatic                                         | Wiedlin                   | 3:07  |
| 9.  | You Can't Walk in Your Sleep (If You Can't Sleep) | Caffey, Wiedlin           | 2:54  |
| 10. | Skidmarks on My Heart                             | Caffey, Belinda Carlisle  | 3:06  |
| 11. | Can't Stop the World                              | Kathy Valentine           | 3:20  |

## Közreműködők
- Charlotte Caffey – szólógitár, billentyűk, háttérvokál
- Belinda Carlisle – ének
- Gina Schock – dob, ütőhangszerek
- Kathy Valentine – basszusgitár, háttérvokál
- Jane Wiedlin – ritmusgitár, vokál

### Produkció
- Rob Freeman – producer, hangmérnök, keverés
- Richard Gottehrer – producer
- James A. Ball – hangmérnök- és keverőasszisztens
- Ted Blechta, Darroll Gustamachio, Gray Russell, John Terelle – hangmérnökasszisztens
- Stuart Furusho, David Leonard – keverőasszisztens
- Doug Schwartz – újrakeverés
- Greg Calbi – mastering
- Ginger Canzoneri, Mike Doud, Mick Haggerty, Vartan – művészeti vezető
- Mike Fink, Mick Haggerty – design
- George DuBose, Mick Haggerty, Cindy Marsh – fényképek
- Cindy Marsh – illusztrációk

## Fordítás
Ez a szócikk részben vagy egészben a Beauty and the Beat című angol Wikipédia-szócikk ezen változatának fordításán alapul.  Az eredeti cikk szerkesztőit annak laptörténete sorolja fel. Ez a jelzés csupán a megfogalmazás eredetét és a szerzői jogokat jelzi, nem szolgál a cikkben szereplő információk forrásmegjelöléseként.